# ماسيج يانكوفسكي
ماسيج يانكوفسكي (بالبولندية: Maciej Jankowski)‏ (و. 1990  م) هو لاعب كرة قدم، من بولندا، ولد في وارسو، يلعب كمهاجم.

## روابط خارجية
- ماسيج يانكوفسكي على موقع الاتحاد الدولي (مؤرشف)  (الإنجليزية)
- ماسيج يانكوفسكي على موقع قاعدة بيانات كرة القدم.إي يو (الإنجليزية)
- ماسيج يانكوفسكي على موقع ناشيونال فوتبول تيمز (الإنجليزية)
- ماسيج يانكوفسكي على موقع Soccerway.com (الإنجليزية)